# 唐葆亨
唐葆亨（1927年9月—2025年7月7日），男，浙江兰溪人，中华人民共和国建筑设计师，浙江省建筑设计研究院原总建筑师。

## 生平
1946年考入国立艺术专科学校（中国美术学院前身）实用美术系建筑专业，师从赵无极、顾恒。1951年毕业后，分配至浙江省建筑工程公司工作。1963年，任浙江省工业设计院建筑师。期间参与浙江省体育馆、笕桥机场和杭州剧院的设计工作。1979年5月，加入中国共产党。1984年11月，任浙江省建设设计院总建筑师。1990年，获评教授级高级建筑师。1994年，受聘为中国美术学院设计学院客座教授。1999年，获评国家特许一级注册建筑师。
2003年，获第二届梁思成建筑提名奖。2004年，被中华人民共和国建设部授予第四批“全国工程勘察设计大师”称号。2025年7月7日晚8时54分在浙江杭州逝世。